# Guillaume Bertrand (évêque de Soissons)
Pour l’article homonyme, voir Guillaume Bertrand pour l’évêque de Noyon, Bayeux et Beauvais.
Guillaume Bertrand, mort le 15 mai 1362, est un prélat français, évêque de Soissons au XIVe siècle. 

## Biographie
Il est le fils de Barthélemi Maleton, seigneur de Colombier, près de Tournon, et de Marguerite Bertrand. Guillaume est le frère du cardinal Pierre Bertrand de Colombier et le neveu de Pierre Bertrand, évêque d'Autun et aussi cardinal.
Guillaume Bertrand est prévôt de Notre-Dame du Puy et est élu évêque de Soissons en 1349.

## Source
- La France pontificale